# Кворн
Куорн (англ. quorn) — замінник м'яса, що має в своєму складі протеїн гриба Fusarium venenatum, що вирощується в промислових масштабах шляхом ферментації. Вперше куорн було продуковано у Великій Британії, зараз він доступний у 18 країнах.
Зазвичай, для виготовлення куорну культура грибів висушується, після чого змішується з яєчним альбуміном або картопляним білком, що є зв'язувальним компонентом. Потім текстура куорну може дещо модифікуватись, він пресується, після чого придатний до споживання.
Масове виготовлення куорну може бути одним з шляхів для вирішення проблеми нестачі протеїну для людства, адже чисельність людей стрімко зростає. Крім того, вегетаріанці і вегани можуть вільно споживати цей замінник тваринного м'яса.

## Історія
Промислове виробництво грибів почалось ще у першій половині ХХ ст., а саме одноклітинних грибів без міцеліальної будови — пекарських дріжджів або Saccharomyces cerevisiae. Цей вид грибів є модельним еукаріотичним організмом та, подібно до Fusarium venenatum, продуцентом біомаси. Дріжджова біомаса вживалась в їжу під час Першої світової війни.
Уже на початку 1960-х продукція білку бактеріями у ферментерах набула достатніх масштабів, щоб почати використовувати такий протеїн як корм для тварин, проте це не було достатньо вигідно, тому виробництво припинилось.
У 1967 році в зразку ґрунту було виявлено ниткоподібні гриби Fusarium venenatum. Спираючись на вже наявні дослідження й успіхи в цій галузі, було запропоновано вирощування грибної біомаси у 40-кубових ферментерах, а у 1985 році було Rank Hovis McDougall було дозволено продаж мікопротеїну для споживацьких потреб людей.

## Виробництво
Куорн продукується з ґрунтових грибів Fusarium venenatum штаму PTA-2684.
Необхідні умови для росту грибів та високого приросту білкової біомаси:
- великі стерильні ферментери;
- стабільна оксигенація, оскільки це аеробні гриби;
- глюкоза в середовищі;
- фіксовані форми нітрогену в середовищі;
- вітаміни;
- мінеральні речовини.[5]

Отриманий мікопротеїн екстрагують і піддають термічній обробці для того, щоб денатурувались надлишкові рівні нуклеїнових кислот, що також потрапляють в екстракт. Раніше значний вміст РНК і ДНК в таких замінниках м'яса був проблемою, адже пурини здатні перетворюватись на сечову кислоту в людськову організмі, накопичення якої може бути причиною подагри. Сьогодні такі твердження є суперечливими, тому що існують протилежні погляди на те, чи впливає високий вміст пуринів в їжі на розвиток цього захворювання.
Після цього мікопротеїн змішують з яєчним альбуміном, надають схожої на м'ясо текстури та зовнішнього вигляду. Імоврно, виробники застосовують також смакові добавки, щоб зробити смак куорну більш наближеним до м'ясних продуктів.

## Харчова цінність
Куорн, зрозуміло, має високий вміст білка та харчових волокон і має низький вміст насичених жирів, проте, він містить менше заліза, ніж більшість м'яса.
Загальна енергетична цінність 100 г куорну становить 393 кДЖ (94 ккал).
Вміст вуглеводів — 4.5 г (з них цукри 0.6 г), жирів — 2 г (з них 0,5 г насичені), білків — 14,5 г (триптофану — 0,18 г, треоніну — 0,61 г, ізолейцину 0,57 г, лейцину — 0,95 г, лізину — 0,91 г, метіоніну — 0,23 г, фенілаланіну — 0,54 г, валіну — 0,6 г, гістидину — 0,39 г)
Куорн можна вживати навіть немовлятам, але якщо вони старше 9 місяців та якщо вводити куорн в раціон поступово в дуже невеликих кількостях. Недоліком для дітей є значна кількість харчових волокон в цьому продукті.

## Переваги та недоліки
Куорн дуже добре сприймається людським організмом, особливо в порівнянні з соєю. Можна відзначити навіть позитивний вплив на метаболізм.

### Холестерол та ЛПНЩ
Було проведено дослідження, впродовж яких групі людей пропонувалось щодня споживати невелику кількість куорну. Приблизно через 1-2 місяці проводився аналіз крові цих людей, що показав зниження вмісту холестеролу та ліпопротеїнів низької щільності в крові, натомість збільшувався вміст ліпопротеїнів високої щільності.
Ліпопротеїни низької щільності є однією з основних транспортних форм холестеролу в крові, мають важливу роль в розвитку атеросклерозу, через що можуть називатись «поганим холестерином» в не науковій літературі.

### Почуття насичення
Споживання мікопротеїну викликає більш довге почуття насичення, в порівнянні зі споживанням, наприклад, курятини. Відповідно мікопротеїн має позитивний ефект на регуляцію апетиту, людина довше не відчує голоду.

### Рівень глюкози в крові
Було проведено дослідження, впродовж яких людям давали або молочний коктейль з соєю, або з 20 мг мікопротеїну. Через певний час у цих людей проводився аналіз крові та порівнювався з результатами аналізу до споживання молочного коктейлю. Статистично було підтверджено, що мікопротеїн сприяє зниженню вмісту глюкози в крові. Аналогічні результати було отримано і щодо вмісту інсуліну в крові. Можливо, мікопротеїн може стати частиною дієти для людей, що хворі на діабет.